# Lijst van meren op de Faeröer

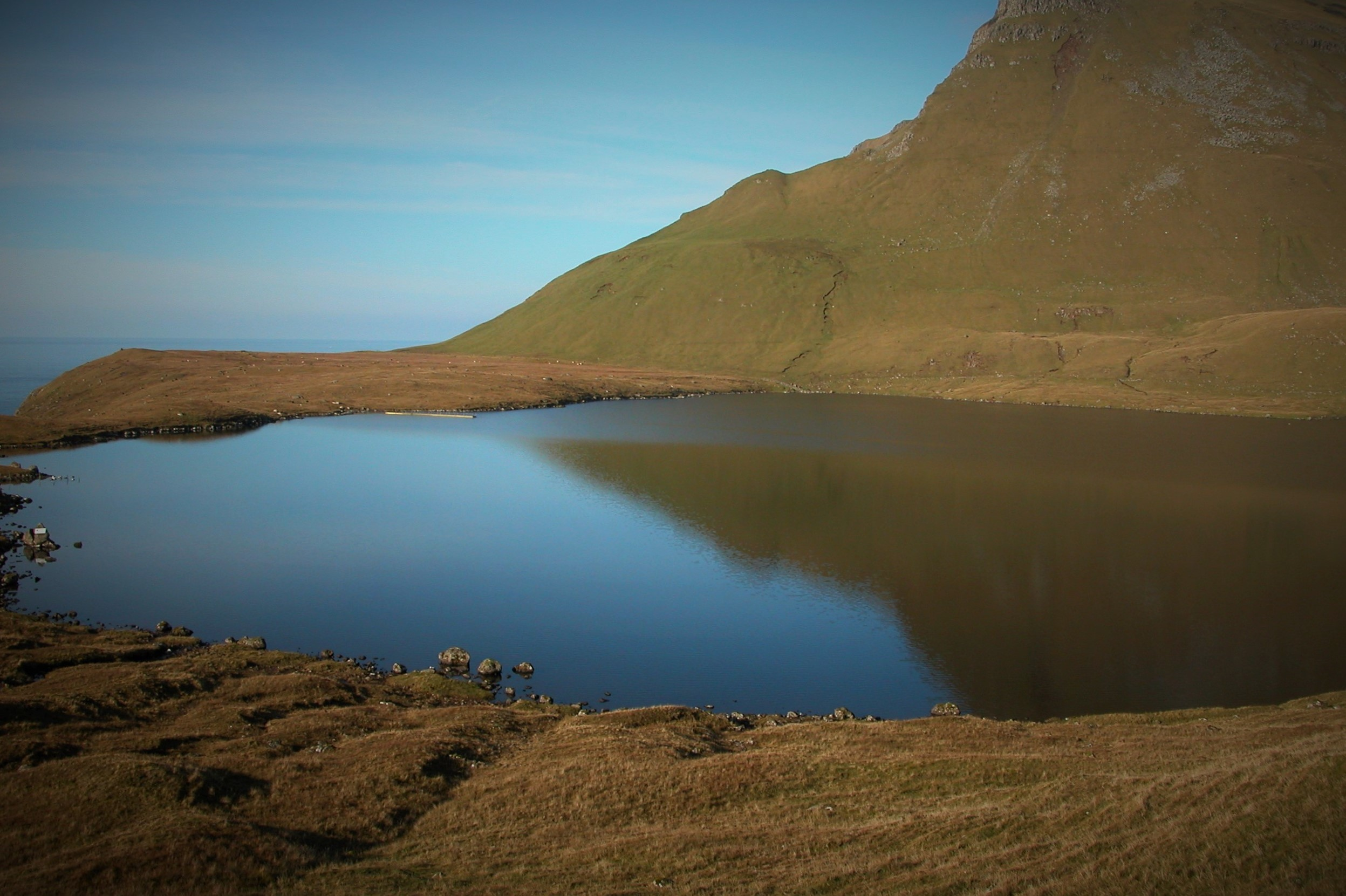
Kirkjuvatn

Dit is een lijst van de 9 grootste meren op de Faeröer, een autonoom gebied binnen het koninkrijk Denemarken.

## Lijst
| Naam                   | Grootte in km² | Eiland   | Dichtstbijzijnde plaats |
| ---------------------- | -------------- | -------- | ----------------------- |
| Sørvágsvatn/Leitisvatn | 3,56           | Vágar    | Vatnsoyrar              |
| Fjallavatn             | 1,02           | Vágar    | Vatnsoyrar              |
| Sandsvatn              | 0,8            | Sandoy   | Sandur                  |
| Toftavatn              | 0,5            | Eysturoy | Toftir                  |
| Eiðisvatn              | 0,5            | Eysturoy | Eiði                    |
| Leynavatn              | 0,2            | Streymoy | Leynar                  |
| Gróthúsvatn            | 0,2            | Sandoy   | Sandur                  |
| Kirkjuvatn             | 0,2            | Suðuroy  | Fámjin                  |
| Stóravatn              | 0,2            | Sandoy   | Skarvanes               |